# Ian Caldwell
Ian Caldwell (Fairfax, Virgínia, 18 de março de 1976) é um escritor dos Estados Unidos da América, formado em história pela Universidade de Princeton.

## Biografia
Ian Caldwell recebeu uma das distinções mais prestigiadas do universo académico norte-americano como membro de uma das mais antigas fraternidades universitárias, a Phi Beta Kappa, fundada em 1776. Em 1998, formou-se em história pela Universidade de Princeton.
É o autor dos best-sellers do New York Times: The Fifth Gospel e The Rule of Four, que vendeu quase dois milhões de cópias na América do Norte e foi traduzido para trinta e cinco idiomas. Ele mora na Virgínia com sua esposa e filhos.
Pouco depois da sua formatura iniciou a escrita do seu primeiro livro "The Rule of Four", em co-autoria com o seu amigo de infância e colega universitário Dustin Thomason. O livro, considerado semi-autobiográfico, é um thriller de grande suspense intelectual e conta a história de quatro finalistas da Universidade de Princeton que descobrem alguns dos segredos que poderão ajudar a desvendar o Hypnerotomachia Poliphili, um texto do século XV escrito em várias línguas por um padre romano no ano de 1499. "The Rule of Four" (A Regra de Quatro, em Portugal e O Enigma do Quatro, no Brasil) tornou-se um best-seller bastante elogiado pela crítica. O género literário do livro tem sido comparado com outros sucessos mundiais, tais como  O Código Da Vinci (que ainda não havia sido publicado quando os dois escritores iniciaram o seu romance), de Dan Brown, A História Secreta de Donna Tartt, e as obras O Nome da Rosa e O Pêndulo de Foucault de Umberto Eco.
Em 2005, a sua esposa Meredith deu à luz o seu primeiro filho, Ethan Sawyer Caldwell. Vivem em Newport News, Virgínia.

## Obras
- The Rule of Four (2004) (com Dustin Thomason) Portugal: A Regra de Quatro, Brasil: O Enigma do Quatro
- The Fifth Gospel (2015) O Quinto Evangelho (Record, 2016)